# Express Yourself
Express Yourself ist ein Dance-Pop-Song der US-amerikanischen Sängerin und Songwriterin Madonna. Das Lied wurde am 9. Mai 1989 als zweite Single ihres vierten Studioalbums Like a Prayer bei Sire Records veröffentlicht. Das Lied ist auf dem japanischen Minialbum Remixed Prayers von 1989 und auf der Kompilation The Immaculate Collection von Madonna enthalten. Eine weitere Version des Liedes befindet sich auf dem Album Celebration von 2009. Express Yourself wurde ein weltweiter Hit und setzte Madonnas Erfolg fort. Die Single erreichte in fast jedem Land Top-5-Platzierungen. In Kanada, Europa, Italien, Schweiz und Japan wurde es für Madonna ein Nummer-eins-Hit. In ihrer Heimat den USA, verfehlte das Lied mit Platz 2 knapp die Spitze der Billboard Hot 100. In den USA und Australien wurde das Lied mit Gold ausgezeichnet.

## Informationen zum Lied
Express Yourself wurde von Madonna mit Stephen Bray geschrieben und auch von den beiden produziert. Die Single wurde bereits im Dezember 1988 aufgenommen und am 9. Mai 1989 veröffentlicht, auf Kassette, CD und Vinyl.
Der 4 Minuten und 30 Sekunden lange Popsong mit Dance-Elementen wurde mit vielen spanischen und mittelamerikanischen Trommeln aufgenommen, wodurch er wie bereits La Isla Bonita und Who’s That Girl ein Latin Feeling erhielt. Vor allem durch sein stark kontroverses Musikvideo mit sexuellem und erotischem Inhalt ist das Lied auch heute noch bekannt. Von Kritikern wurde Express Yourself aus musikalischer Sicht überwiegend gelobt, für das Musikvideo gab es jedoch viel negative Kritik.

## Kommerzieller Erfolg
Express Yourself debütierte in der Woche zum 3. Juni 1989 auf Platz 41 in den Billboard Hot 100 und sprang in der Woche zum 1. Juli 1989 von Platz 13 auf Platz 6. Am 15. Juli 1989 erreichte die Single Platz 2 der Billboard Hot 100, wo sie mehrere Wochen stand.
In Europa war die Single Madonnas sechster Nummer-eins-Hit; zudem belegte sie in Kanada, Italien, der Schweiz und Japan den ersten Platz. In Australien und dem Vereinigten Königreich stieg Express Yourself bis auf Platz 5.

## Musikvideo
Die Regie zum Musikvideo führte David Fincher. Es wurde im April 1989 in den Culver Studios in Culver City, Kalifornien gedreht und basiert auf Fritz Langs expressionistischem Film Metropolis. Die deutliche Bezugnahme des Musikvideos auf die kunsthistorische und filmgeschichtliche Formensprache des Expressionismus kann als ein bewusstes Sprachspiel mit dem Songtitel „Express Yourself“ verstanden werden.
Express Yourself ist aufgrund seiner Produktionskosten von rund 5 Millionen Dollar einer der teuersten Videoclips aller Zeiten und hatte seine Weltpremiere am 17. Mai 1989 auf MTV. Madonna erklärte 1990 in einem BBC-Interview, das Video handle vom Thema Pussy rules the world.
- Regisseur: David Fincher
- Produzent: Gregg Fienberg
- Produktions-Designer: Vance Lorenzini
- Regisseur der Fotografie: Mark Plummer
- Editor: Scott Chestnut
- Produktionsfirma: Propaganda Films

Das Musikvideo wurde bei den MTV Video Music Awards 1989 in den Kategorien Best Direction in a Video (David Fincher), Best Art Direction in a Video (Holgar Gross und Vance Lorenzini) und Best Cinematography in a Video (Mark Plummer) ausgezeichnet.

## Liveauftritte
Im Jahr 1989 sang Madonna Express Yourself bei den MTV Video Music Awards. Für ihre Blonde-Ambition-Tour im Jahr 1990 entwickelte Madonna eine neue Performance mit einer Non-Stop-Express-Remixversion des Liedes. Diese enthielt Textzeilen aus ihrem Hit Everybody.
Während der The-Girlie-Show-Tour im Jahr 1993 sang Madonna eine Disco-Version von Express Yourself. Der Auftritt begann mit einem Sprechgesang, den Madonna so betont, als bekäme sie einen Orgasmus. Sie sagte: „I’m gonna take you to a place you’ve never been before“; danach kam Madonna mit einer überdimensionalen Diskokugel von der Decke und trug dabei eine riesige blonde Afro-Perücke sowie ein klassisches Disco-Outfit. Dann kamen zwei ihrer Tänzerinnen auf die Bühne, und die drei Frauen begannen zusammen Express Yourself zu singen. Am Ende der Darbietung wurde direkt in das nächste Lied Deeper and Deeper übergeleitet, das ebenfalls im Disco-Stil gespielt wurde.
Express Yourself war außerdem Bestandteil von Madonnas Re-Invention-Tour (2004) und der MDNA-Tour (2012).

## Einfluss
Das Musikvideo von Express Yourself ist auf Platz 1 von Slant Magazines „100 Greatest Music Videos“, auf Platz 10 der Rolling Stones „The 100 Top Music Videos“, sowie auf Platz 3 in MuchMusics Liste der „Top 100 Videos of The Century“. Im Jahr 2010 nahm Christina Aguilera ein Tribut für Madonna auf. Teile des Musikvideos Not Myself Tonight bauen auf Express Yourself auf. Aguilera kommentierte:

“One of my favourite videos ever is Express Yourself by Madonna which came across as really strong and empowering which I always try to incorporate through my expression of sexuality. [...] I love the direct reference I made to Madonna with the eye glass moment and the smoke and stairs. I was paying tribute to a very strong woman who has paved the way before.”

„Eines meiner Lieblingsvideos überhaupt ist ‚Express Yourself‘ von Madonna, das als wirklich stark und ermächtigend rüberkam, was ich immer versuche aufzunehmen durch meinen Ausdruck von Sexualität [...] Ich liebe den direkten Bezug zu Madonna, den ich mit dem Monokel-Moment, dem Rauch und den Treppen hergestellt habe. Ich habe einer sehr starken Frau Tribut gezollt, die zuvor den Weg geebnet hat.“

Fans und Kritiker bemerkten in Lady Gagas Born This Way (2011) Ähnlichkeiten mit Madonnas Express Yourself. Madonna selbst kommentierte den Vorfall, „ich fühle mich geehrt, dass ich Lady Gaga geholfen habe, eines ihrer Lieder zu schreiben“, und baute ironischerweise selbst eine Passage von Born This Way in der Liveversion von Express Yourself ihrer MDNA Tour 2012 ein.

## Charts
| ChartsChartplatzierungen       | Höchstplatzierung | Wochen |
| ------------------------------ | ----------------- | ------ |
| Deutschland (GfK)              | 3 (18 Wo.)        | 18     |
| Österreich (Ö3)                | 5 (12 Wo.)        | 12     |
| Schweiz (IFPI)                 | 1 (15 Wo.)        | 15     |
| Vereinigtes Königreich (OCC)   | 5 (10 Wo.)        | 10     |
| Vereinigte Staaten (Billboard) | 2 (16 Wo.)        | 16     |

## Coverversionen
- Die Gewinnerin der ersten Staffel von American Idol, Kelly Clarkson, sang das Lied auf ihrer ersten Live-Show.[8]
- The Chipettes coverten das Lied 1991 für deren Album The Chipmunks Rock the House.
- Die 1999 Kompilation Virgin Voices: A Tribute To Madonna, Vol. 1 enthält eine Coverversion von Information Society.[9]
- Von Almighty Records wurde während der 2000er Jahre sämtliche Madonna-Songs im House- und Dance-Stil gecovert, darunter auch Express Yourself.[10]
- Im Jahr 2010 nahm die erfolgreiche TV-Show Glee eine Coverversion von Express Yourself auf. Die Crew sang das Lied in der Episode The Power of Madonna, ein Tribut an Madonna. Die Coverversion erschien auch auf der kurz danach veröffentlichten EP Glee: The Music, The Power of Madonna.